# 永寧 (范玉)
永寧（えいねい）は、ベトナム属明期に、海陽近辺で叛した范玉が建てた私年号。1417年 - 1420年?。

## 西暦・干支との対照表
| 永寧 | 元年   | 2年    | 3年    | 4年    |
| 西暦 | 1417年 | 1418年 | 1419年 | 1420年 |
| 干支 | 丁酉   | 戊戌   | 己亥   | 庚子   |